# Libero Liberati
Libero Liberati (Terni, 20 settembre 1926 – Terni, 5 marzo 1962) è stato un pilota motociclistico italiano vincitore di un titolo nel motomondiale: nella classe 500, nel 1957. Era chiamato Il Cavaliere d'Acciaio e Il Ternano volante.

## Carriera

### Gli inizi
Dopo aver iniziato a lavorare alle acciaierie di Terni come autista, iniziò a competere nel motociclismo in gare nazionali subito dopo il termine della seconda guerra mondiale e ottenne 4 vittorie nel 1947, altrettante nel 1948, 1 nel 1949 e 2 vittorie rispettivamente negli anni 1951, 1952, 1953 e 1954. Vinse il Campionato Italiano nel 1955 e nel 1956.

### Corse su strada
Il 19 ottobre 1947 si tenne il 2º Circuito delle Ferriere che lo vide vincitore su una Moto Guzzi da 500 cm³. Sempre nello stesso anno nel velodromo di Terni, in occasione di una giornata motociclistica, si esibì su una Alpino 100 cm³.
Nel 1947 vinse anche a Chieti e Frosinone sempre in sella a una Moto Guzzi. Nello stesso anno ricevette in dono una Moto Guzzi Dondolino che gli venne regalata dai suoi concittadini e compagni di lavoro grazie ad una sottoscrizione.
Il 4 luglio 1948 iniziarono le gare del Circuito dell'Acciaio, un anello stracittadino di circa 10 km che comprendeva Viale B. Brin, Viale Campofregoso, Campomicciolo, Papigno, Viale B. Brin e che venne considerato uno fra i circuiti più impegnativi d'Italia. La prima edizione della competizione lo vide vincitore sempre su Guzzi 500. Nello stesso anno vinse anche il Circuito di Spoleto e si classificò sempre al primo posto a Chieti e a Frosinone, arrivando secondo nella gara di Cattolica e ritirandosi nella corsa di Caracalla.
Il 2 ottobre 1949 si svolse la terza edizione del Circuito dell'Acciaio (la seconda si era tenuta pochi mesi prima nello stesso anno), valevole come 6ª prova del campionato Italiano per conduttori di 2ª categoria, e venne vinta da Liberati. Arrivò anche 2º ad Ancona ed Urbino e 3º a Bologna. Il 29 luglio 1951, in sella ad una Gilera Saturno vinse il 4º Circuito dell'Acciaio, valevole come 5ª prova del Gran Premio della F.I.M. per conduttori di 1ª categoria.
Nello stesso anno, sempre con la Saturno, si classificò 1º a Casale Monferato, 10º a Codogno, 5º a Senigallia, 3º a Varese, 4º a Bergamo e si ritirò a Ferrara.
Nel 1952 Liberati fu vittima di un brutto incidente in gara a Berna, con uno spettacolare volo di molti metri. Si classificò in questa stagione sportiva: 1º a Parma, 1º a Terni, 1º a Voghera, 7º a Berna, 5º a Casale Monferrato, 2º a Senigallia, 8º a Monza.

### Motomondiale
Nel 1950 partecipò alla sua prima gara del campionato Mondiale con una Moto Guzzi. Nel 1953 e nel 1954 arrivò secondo al Campionato Italiano Seniores classe 500. Nel primo dei due anni gareggiò anche in altre classi utilizzando anche Moto Morini.
Nel 1955 Liberati ottenne il suo primo Campionato Italiano classe 500. Vinse le gare di Napoli (19 marzo); Sanremo (3 aprile); Imola (11 aprile); finì secondo classificato a Reims (15 maggio); secondo a Genova (19 maggio); primo a Senigallia (31 luglio), e primo a Mestre (18 settembre). Nel 1956 vinse il secondo titolo italiano consecutivo vincendo a Modena (19 marzo); secondo a Imola (2 aprile); primo a Monza (6 maggio); secondo a Faenza (20 maggio) e a Cesena (17 giugno); primo a Sanremo (24 giugno); primo a Senigallia (29 luglio). In occasione del GP delle Nazioni a Monza del motomondiale 1956 vinse in classe 350 e giunse secondo alle spalle del suo caposquadra in Gilera, Geoff Duke, in 500.
La stagione 1957 lo vide conquistare il titolo iridato in 500 grazie alle vittorie ottenute in 4 delle sei gare in programma. Nella stessa competizione ottenne anche il 3º posto finale in 350 con 1 vittorie e 5 piazzamenti sul podio su 6 gare. Durante la stagione si verificò peraltro un episodio particolare: al termine del Gran Premio motociclistico del Belgio in cui aveva tagliato per primo il traguardo, venne squalificato dai commissari per presunte irregolarità e la vittoria venne assegnata a Jack Brett. Dovette aspettare l'inizio del 1958 per vedere la sua riabilitazione e il ripristino dell'ordine di arrivo originario.
Sempre nel 1957 la Gilera organizzò anche un tour in Sudamerica e Liberati si classificò al primo posto in competizioni organizzate a Buenos Aires, a Montevideo, al G.P. di Mendoza, al G.P. Mar de la Plata. L'Unione Stampa Sportiva Italiana gli conferì al termine dell'anno il premio di migliore Atleta dell'anno.
Il 1957 è però anche l'anno del patto di astensione firmato da Gilera, Moto Guzzi e FB Mondial con la casa motociclistica di Arcore che esce dalle competizioni e Liberati che si trova senza scuderia. Liberati corse perciò con una moto privata e fece una esperienza nel mondiale del 1959 con una Moto Morini in 250, tornando in seguito a condurre la sua vecchia Gilera Saturno, senza peraltro riuscire ad ottenere risultati di particolare rilievo tra gli anni 1958 e 1960.
Nel 1961 partecipò a 5 gare del campionato Italiano Seniores e internazionali, vincendo le corse di Modena (19 marzo), sbaragliando le più veloci Norton grazie ad un'intuizione di Libero di cambiare i rapporti della Saturno, e Genova (1º giugno). Arrivò secondo a Cesenatico e terzo a Sanremo. In quell'anno Liberati sfiorò il titolo italiano della 500, battuto dalla Bianchi bicilindrica ufficiale di Ernesto Brambilla.

### L'incidente mortale
Nel 1962 la Gilera ritornò alle competizioni e Liberati iniziò ad allenarsi per essere in ottima forma per l'inizio dell'attività sportiva. Il 5 marzo 1962 però, uscito per un allenamento sulla Strada statale 209 Valnerina, scivolò sulla strada bagnata all'altezza della curva di Cervara, urtando violentemente contro la parete rocciosa. Inutili furono i tentativi di salvargli la vita.
Liberati veniva anche chiamato "Il Cavaliere d'Acciaio", sia per sottolineare la rivalità con un altro grande campione di motociclismo, Duke che era conosciuto come il "Duca di Ferro", sia per evidenziare la sua appartenenza alla "città dell'acciaio", Terni, la cui economia è in parte imperniata sulla produzione dell'acciaio.
Liberati cadde precisamente tra le località Vocabolo Valle e Cervara; nel luogo esatto dell'incidente venne posta una lapide in ricordo del campione ternano. Nel 2010 la lapide venne spostata di 50 metri circa dal luogo dell'incidente per modifiche alla viabilità; la stessa venne poi riposizionata nel luogo esatto nel 2018. Un monumento ad opera di Carlo Lorenzetti si trova di fronte allo Stadio Comunale Libero Liberati (uno dei pochi in Italia intitolato ad un campione di uno sport diverso dal calcio, a significare la grande importanza che Liberati ha avuto per Terni, soprattutto negli anni difficili del dopoguerra). A Liberati è intitolato anche il tunnel stradale lungo 1018 metri che collega la superstrada Rieti-Terni (svincolo Valnerina) alla statale 209, nei pressi del luogo dove perse la vita.

## Risultati nel motomondiale

### Classe 250
| 1959 | Classe | Moto        |    |  |   |   |    |   |   |   |  | Punti | Pos. |
| ---- | ------ | ----------- | -- |  | - | - | -- | - | - | - |  | ----- | ---- |
| 1959 | 250    | Moto Morini | NE |  | 4 | - | NE | - | - | - |  | 3     | 12º  |

| Legenda | 1º posto        | 2º posto            | 3º posto            | A punti      | Senza punti        | Grassetto – Pole position Corsivo – Giro più veloce |
| Legenda | Gara non valida | Non qual./Non part. | Ritirato/Non class. | Squalificato | '-' Dato non disp. | Grassetto – Pole position Corsivo – Giro più veloce |

### Classe 350
| 1956 | Classe | Moto   |   |   |   |   |   |   |  |  |  | Punti | Pos. |
| ---- | ------ | ------ | - | - | - | - | - | - |  |  |  | ----- | ---- |
| 1956 | 350    | Gilera | - | - | - | - | - | 1 |  |  |  | 8     | 7º   |

| 1957 | Classe | Moto   |   |  |   |   |   |   |  |  |  | Punti | Pos. |
| ---- | ------ | ------ | - |  | - | - | - | - |  |  |  | ----- | ---- |
| 1957 | 350    | Gilera | 1 |  | 3 | 2 | 3 | 3 |  |  |  | 22    | 3º   |

| 1959 | Classe | Moto        |   |   |   |    |    |   |   |     |  | Punti | Pos. |
| ---- | ------ | ----------- | - | - | - | -- | -- | - | - | --- |  | ----- | ---- |
| 1959 | 350    | Moto Morini | - | - | - | NE | NE | - | - | Rit |  | 0     |      |

| Legenda | 1º posto        | 2º posto            | 3º posto            | A punti      | Senza punti        | Grassetto – Pole position Corsivo – Giro più veloce |
| Legenda | Gara non valida | Non qual./Non part. | Ritirato/Non class. | Squalificato | '-' Dato non disp. | Grassetto – Pole position Corsivo – Giro più veloce |

### Classe 500
| 1950 | Classe | Moto       |  |  |  |  |  |    |  |  |  | Punti | Pos. |
| ---- | ------ | ---------- |  |  |  |  |  | -- |  |  |  | ----- | ---- |
| 1950 | 500    | Moto Guzzi |  |  |  |  |  | 22 |  |  |  | 0     |      |

| 1951 | Classe | Moto   |  |  |  |  |  |  |  |   |  | Punti | Pos. |
| ---- | ------ | ------ |  |  |  |  |  |  |  | - |  | ----- | ---- |
| 1951 | 500    | Gilera |  |  |  |  |  |  |  | 7 |  | 0     |      |

| 1952 | Classe | Moto   |   |  |   |  |  |  |   |    |  | Punti | Pos. |
| ---- | ------ | ------ | - |  | - |  |  |  | - | -- |  | ----- | ---- |
| 1952 | 500    | Gilera | 7 |  | 8 |  |  |  | 8 | 16 |  | 0     |      |

| 1953 | Classe | Moto   |  |  |  |    |  |  |  |   |     | Punti | Pos. |
| ---- | ------ | ------ |  |  |  | -- |  |  |  | - | --- | ----- | ---- |
| 1953 | 500    | Gilera |  |  |  | NE |  |  |  | 3 | Rit | 4     | 12º  |

| 1954 | Classe | Moto   |  |  |  |  |  |  |  |     |  | Punti | Pos. |
| ---- | ------ | ------ |  |  |  |  |  |  |  | --- |  | ----- | ---- |
| 1954 | 500    | Gilera |  |  |  |  |  |  |  | Rit |  | 0     |      |

| 1955 | Classe | Moto   |  |   |  |  |  |  |  |     |  | Punti | Pos. |
| ---- | ------ | ------ |  | - |  |  |  |  |  | --- |  | ----- | ---- |
| 1955 | 500    | Gilera |  | 2 |  |  |  |  |  | Rit |  | 6     | 7º   |

| 1956 | Classe | Moto   |  |  |  |  |  |   |  |  |  | Punti | Pos. |
| ---- | ------ | ------ |  |  |  |  |  | - |  |  |  | ----- | ---- |
| 1956 | 500    | Gilera |  |  |  |  |  | 2 |  |  |  | 6     | 8º   |

| 1957 | Classe | Moto   |   |  |   |   |   |   |  |  |  | Punti | Pos. |
| ---- | ------ | ------ | - |  | - | - | - | - |  |  |  | ----- | ---- |
| 1957 | 500    | Gilera | 1 |  | 2 | 1 | 1 | 1 |  |  |  | 32    | 1º   |

| Legenda | 1º posto        | 2º posto            | 3º posto            | A punti      | Senza punti        | Grassetto – Pole position Corsivo – Giro più veloce |
| Legenda | Gara non valida | Non qual./Non part. | Ritirato/Non class. | Squalificato | '-' Dato non disp. | Grassetto – Pole position Corsivo – Giro più veloce |